# Jan Trøjborg
Jan Trøjborg (* 14. Dezember 1955 in Horsens; † 6. Mai 2012 in Aarhus) war ein dänischer Politiker (Socialdemokraterne), der in der Zeit von 1993 bis 2001 nacheinander sechs unterschiedliche Ministerien in Dänemark leitete.

## Leben
Trøjborg beendete 1976 eine Ausbildung zum Maurer und schloss 1986 ein Studium als Bau- und Umweltingenieur ab.
Seine politische Karriere begann im Vejle Amt als Vorsitzender der dänischen sozialdemokratischen Jugendorganisation von 1973 bis 1978. Danach war er bis 1986 im Stadtrat von Horsens vertreten und von 1987 bis 2005 Mitglied des Folketings, des dänischen Parlaments. In verschiedenen Regierungen übernahm er Verantwortung als Industrieminister (1993–94), als Verkehrsminister (1994–96), als Minister für Wirtschaft und Industrie (1996–98), als Forschungsminister (1998–99), als Minister für Entwicklungshilfe (1999–2000) und als Verteidigungsminister (2000–2001). 2005 gab er seinen Sitz im Folketing auf und kehrte in seine Heimatstadt Horsens zurück, wo er bis zu seinem Tod als Bürgermeister der Horsens Kommune und ab 2010 als Vorsitzender der Kommunernes Landsforening, einer Interessensorganisation dänischer Kommunen, tätig war.
Trøjborg kollabierte am 6. Mai 2012 während einer Trainingsfahrt, die im Rahmen des Radrennens Giro d’Italia 2012 in Horsens zusammen mit anderen Mitgliedern des Stadtrates stattfand. Er verstarb am selben Tag in der Universitätsklinik Aarhus-Skejby im Alter von 56 Jahren.